# Мармутье
Мармутье (фр. Marmoutier) — коммуна на северо-востоке Франции в регионе Гранд-Эст (бывший Эльзас — Шампань — Арденны — Лотарингия), департамент Нижний Рейн, округ Саверн, кантон Саверн. До марта 2015 года коммуна являлась административным центром одноимённого упразднённого кантона (округ Саверн).
Площадь коммуны — 14,07 км², население — 2657 человек (2006) с тенденцией к росту: 2702 человека (2013), плотность населения — 192,0 чел/км².

## Население
Население коммуны в 2011 году составляло 2779 человек, в 2012 году — 2737 человек, а в 2013-м — 2702 человека.
| 1962 | 1968 | 1975 | 1982 | 1990 | 1999 | 2006 | 2008 | 2011 | 2012 | 2013 |
| ---- | ---- | ---- | ---- | ---- | ---- | ---- | ---- | ---- | ---- | ---- |
| 1686 | 1789 | 1948 | 2024 | 2235 | 2436 | 2657 | 2700 | 2779 | 2737 | 2702 |

Динамика населения:

## Экономика
В 2010 году из 1853 человек трудоспособного возраста (от 15 до 64 лет) 1358 были экономически активными, 495 — неактивными (показатель активности 73,3 %, в 1999 году — 71,8 %). Из 1358 активных трудоспособных жителей работал 1231 человек (632 мужчины и 599 женщин), 127 числились безработными (60 мужчин и 67 женщин). Среди 495 трудоспособных неактивных граждан 150 были учениками либо студентами, 170 — пенсионерами, а ещё 175 — были неактивны в силу других причин.

## Достопримечательности (фотогалерея)

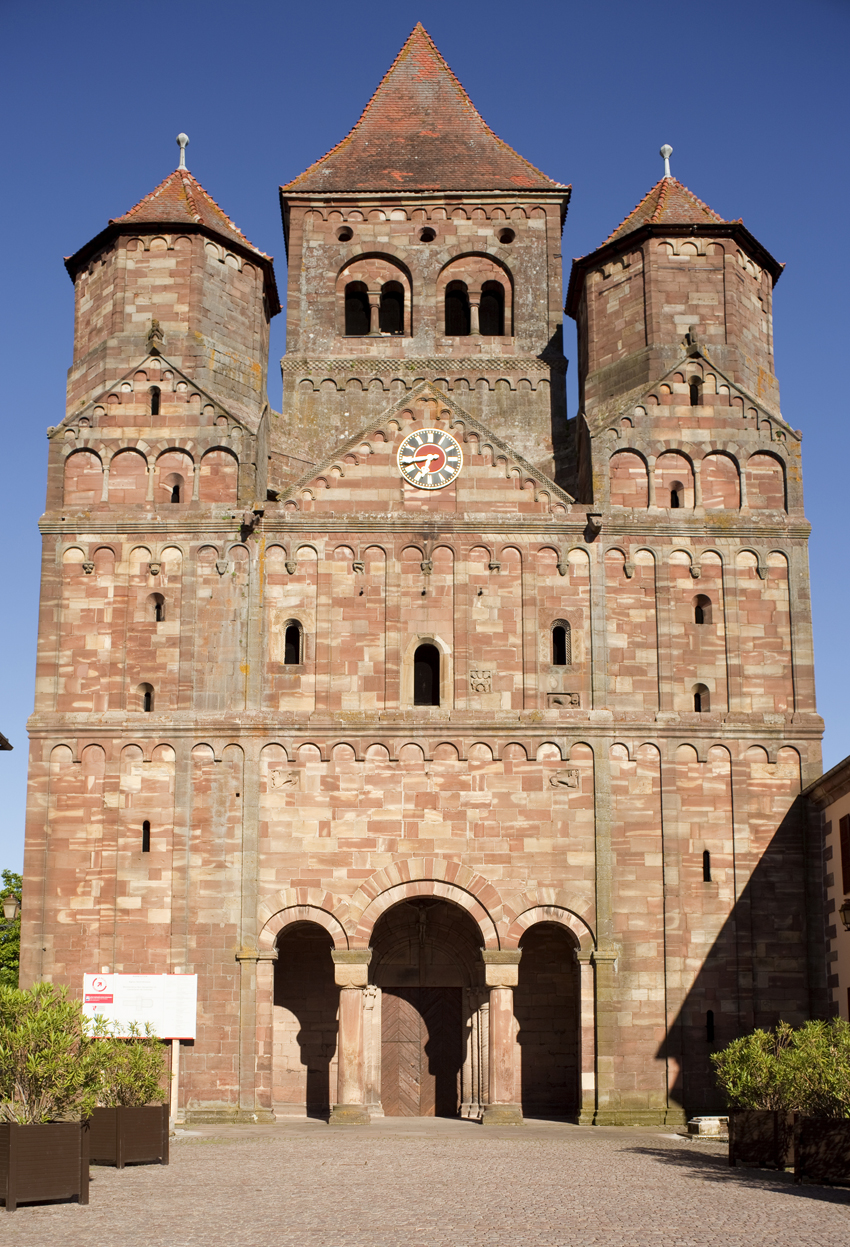
Фасад аббатства
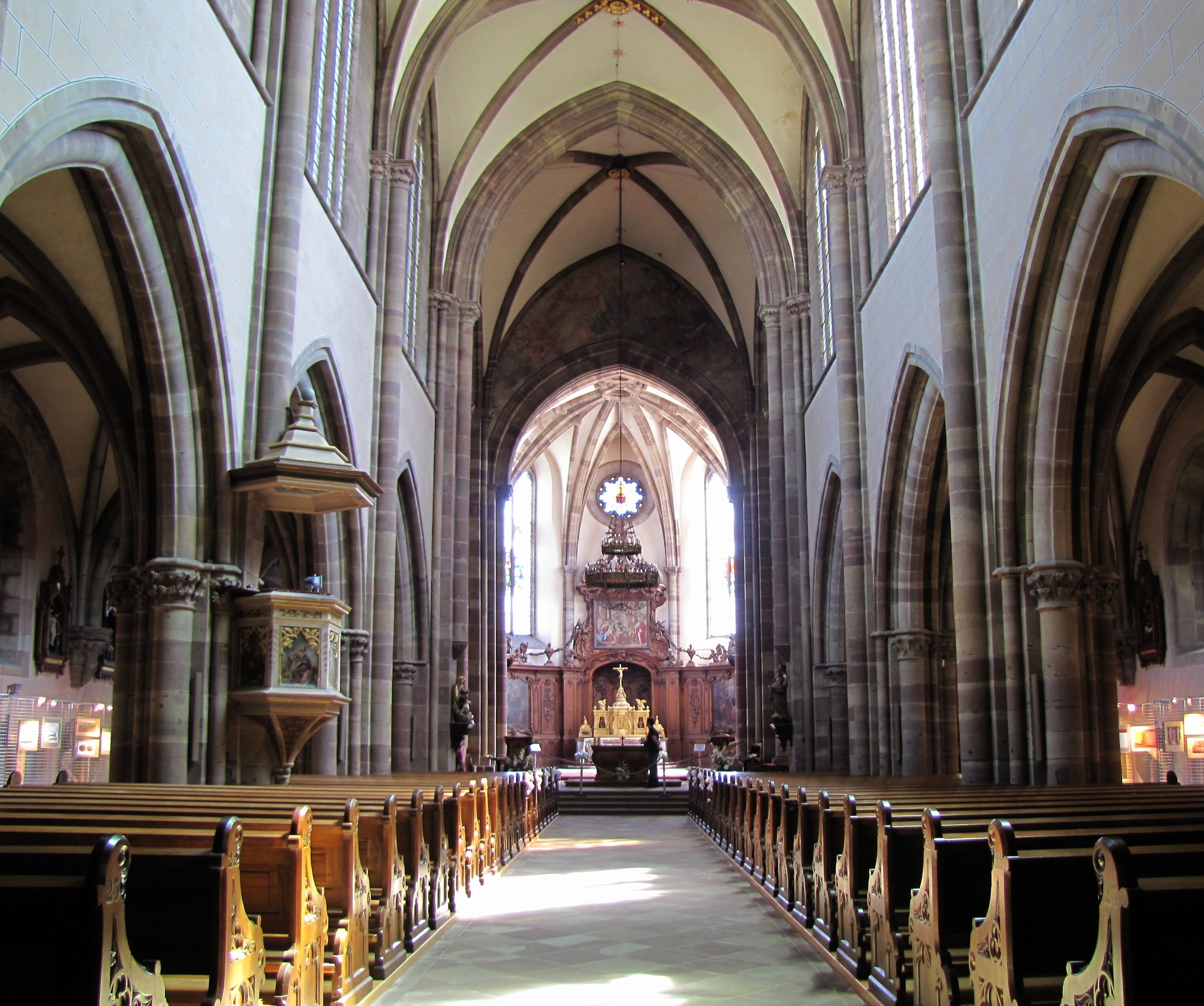
Интерьер, вид на алтарь
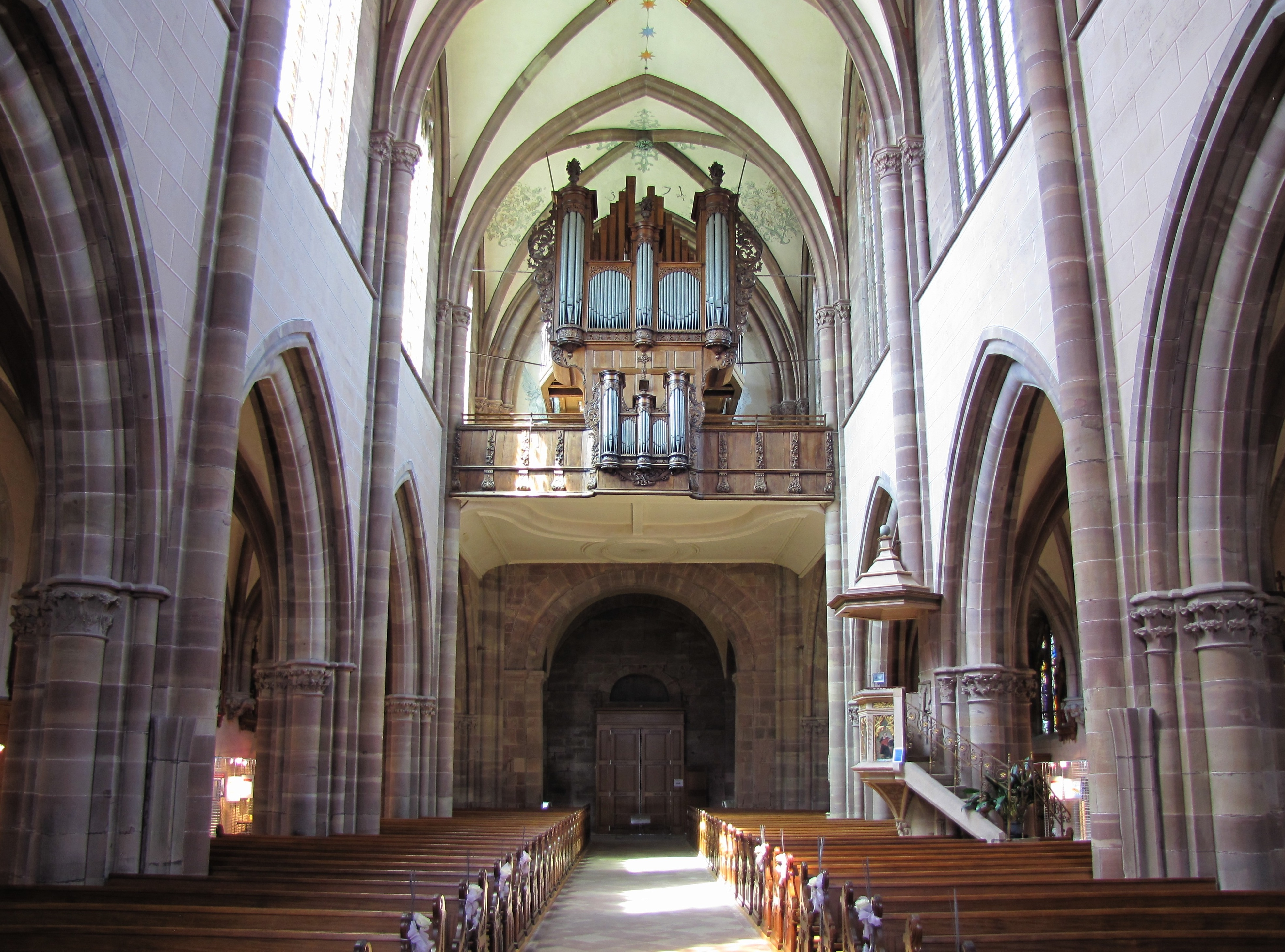
Итерьер, вид на орган
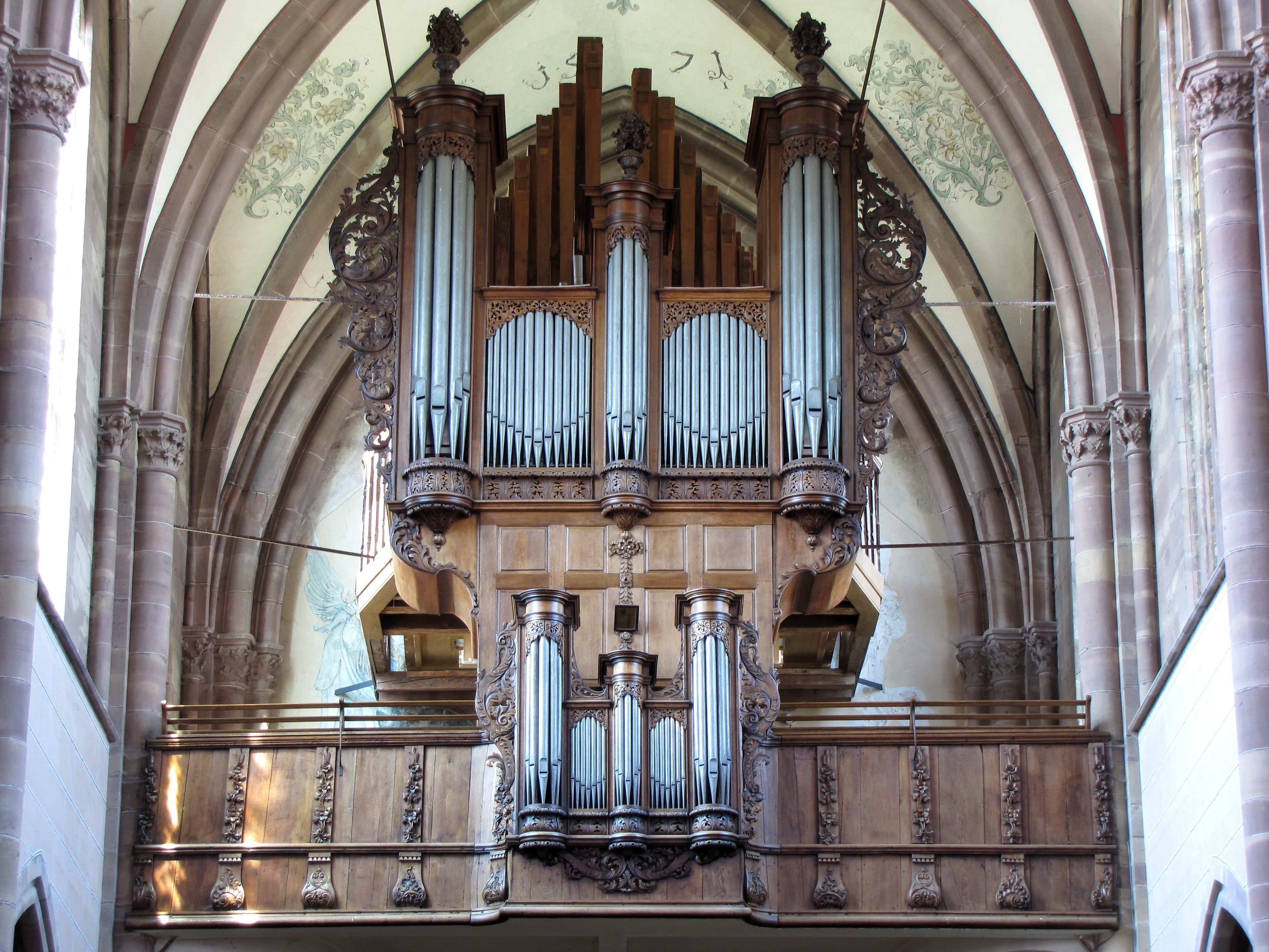
Орган
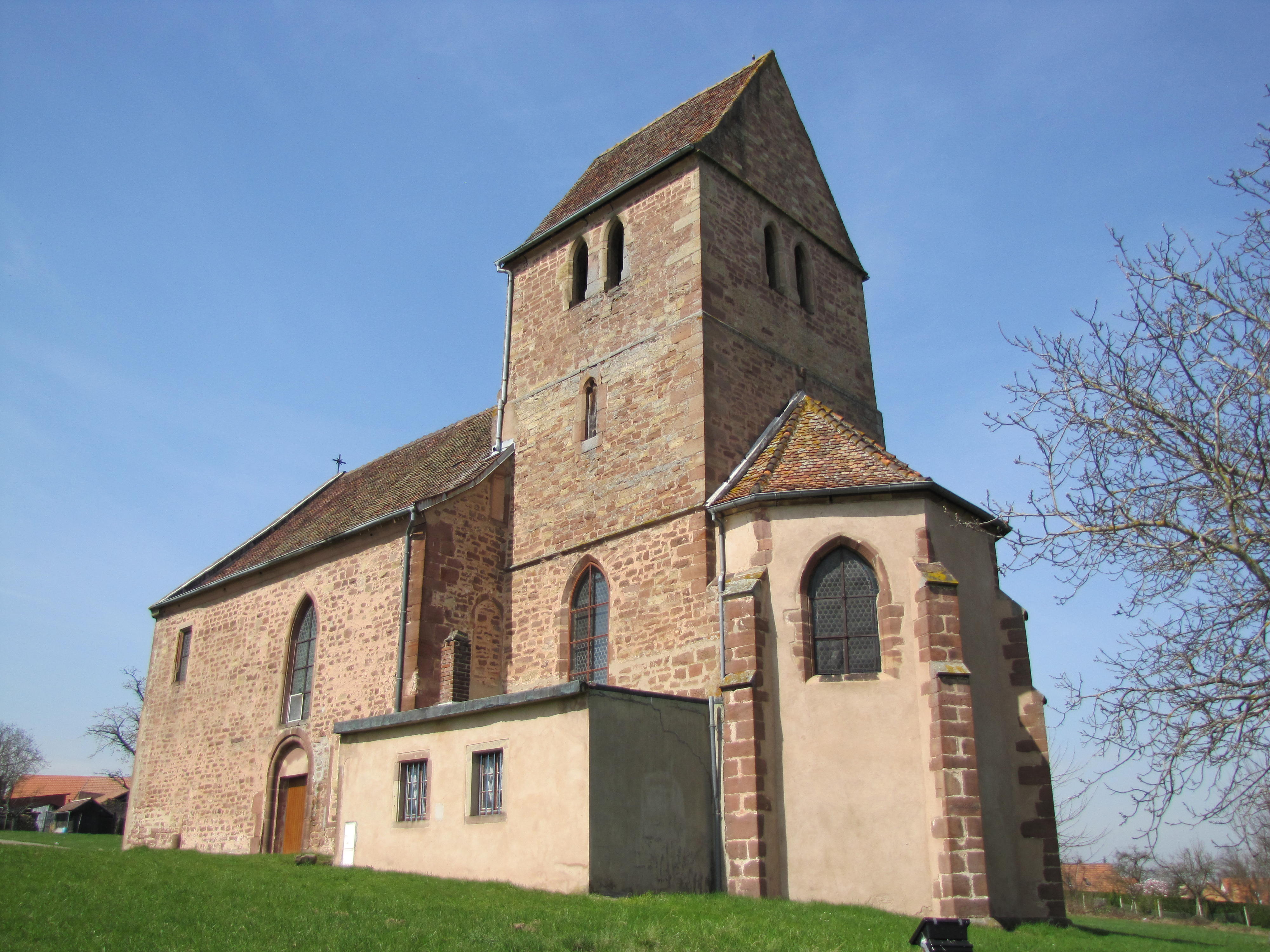
Церковь Сен-Блез
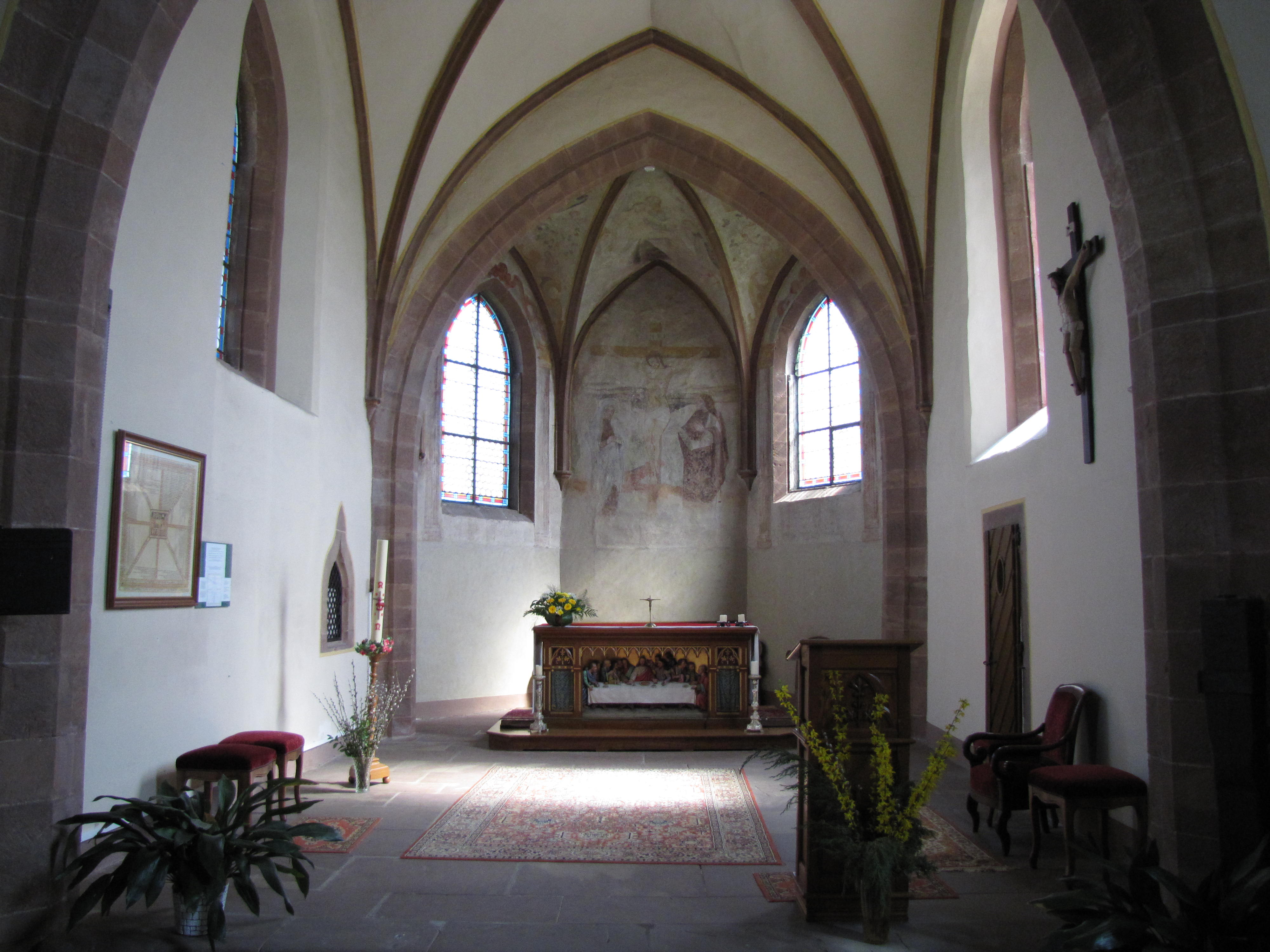
Итерьер церкви
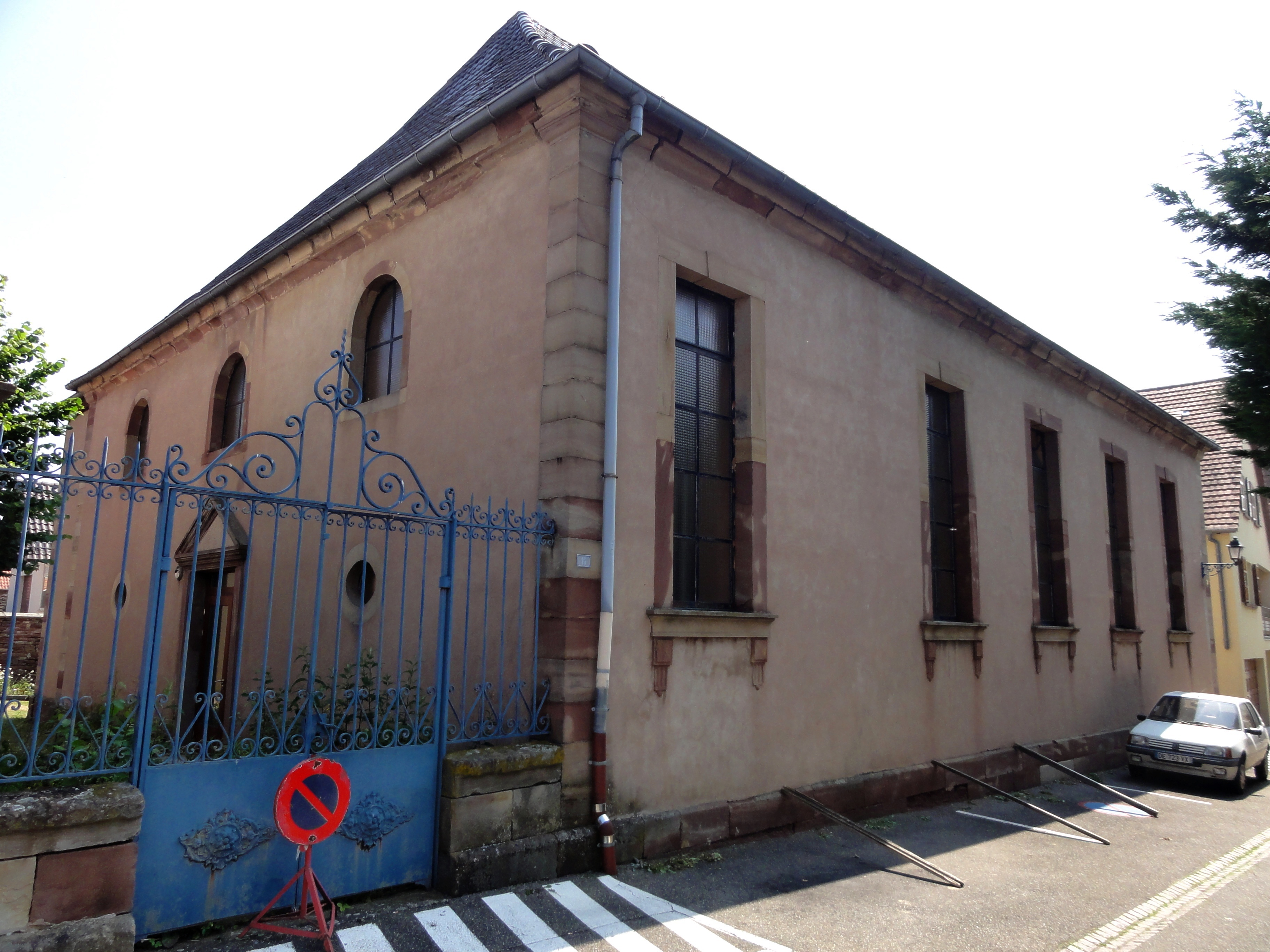
Старая синагога
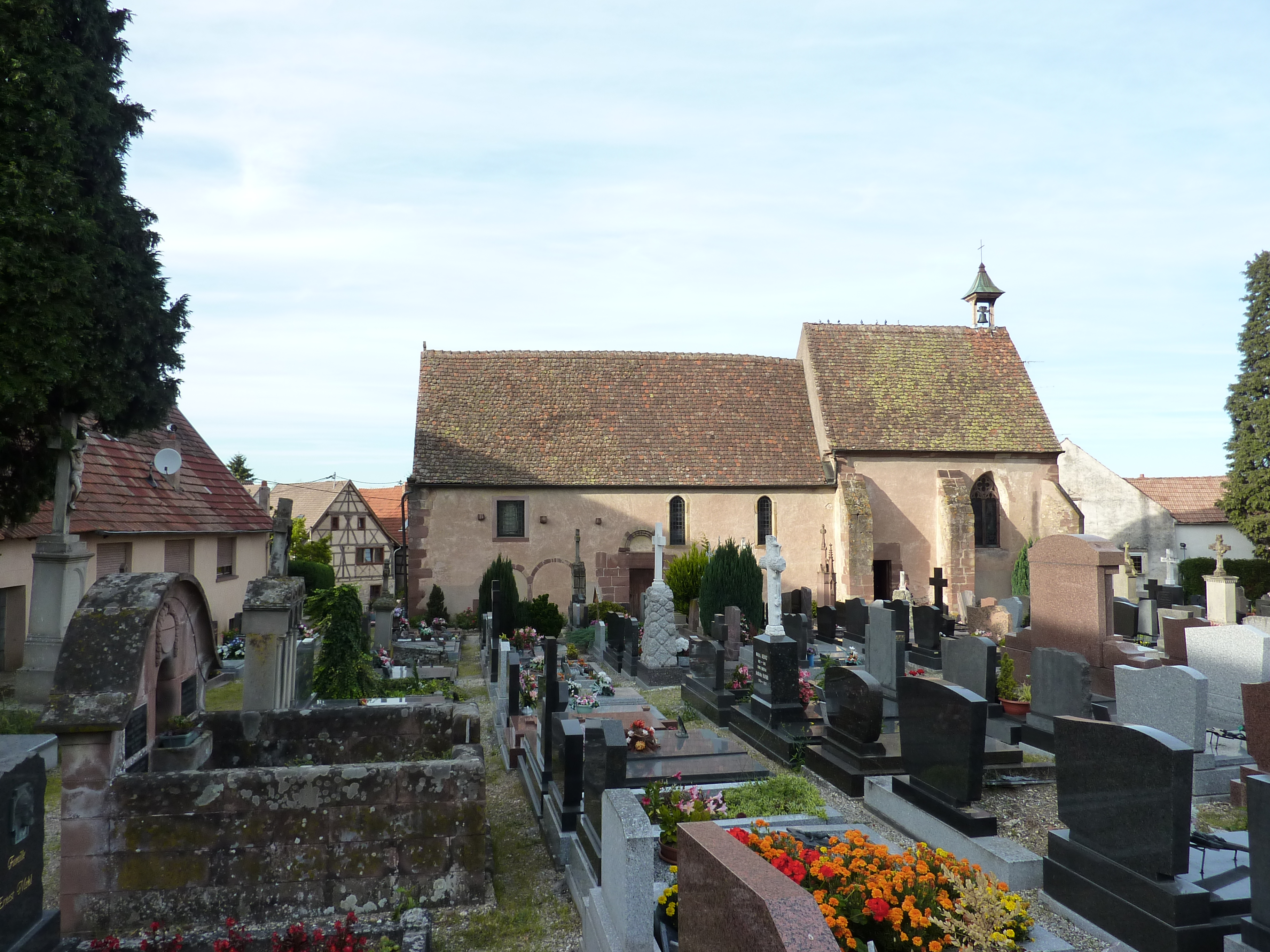
Кладбище и церковь Сен-Дени
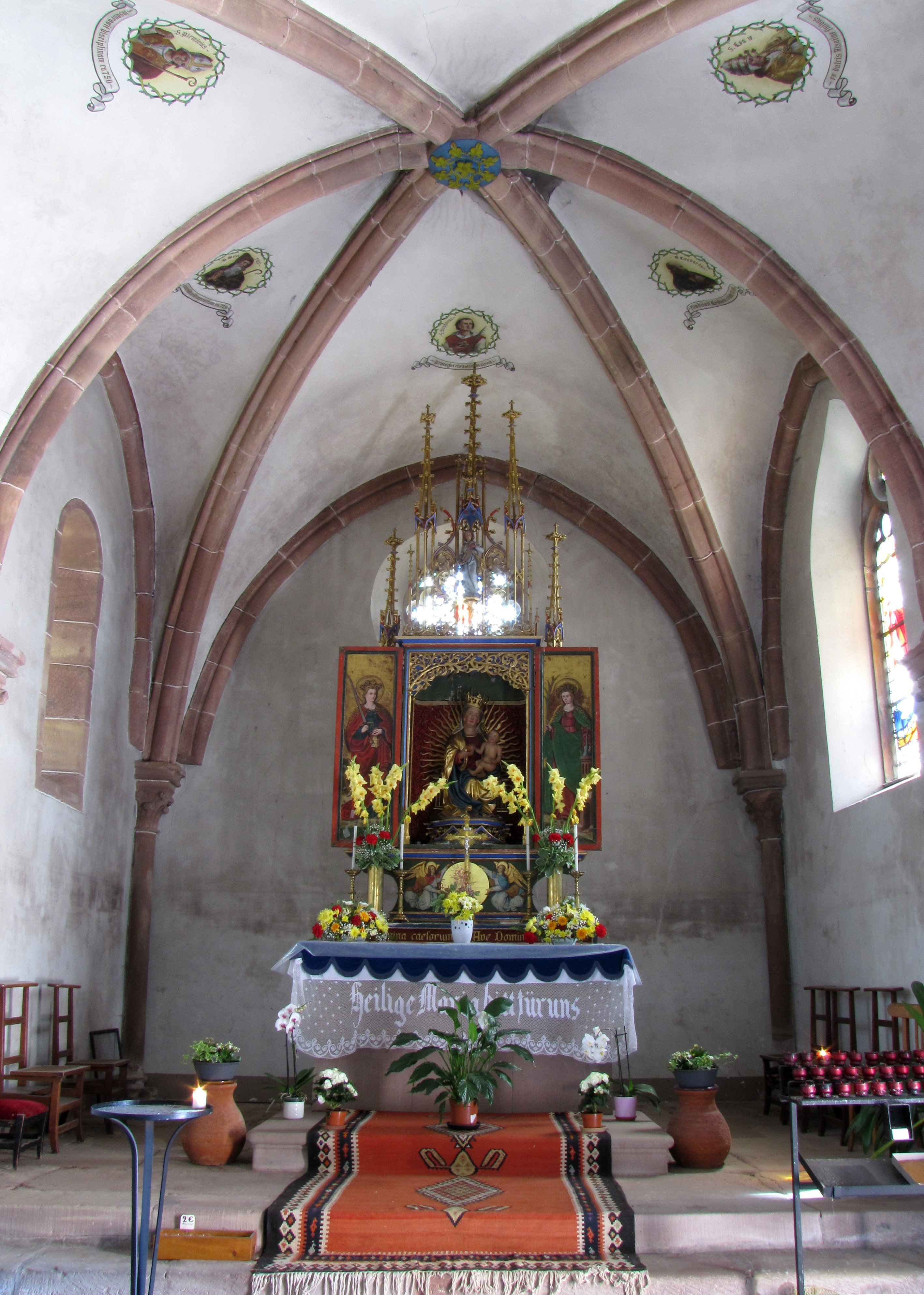
Интерьер кладбищенской церкви
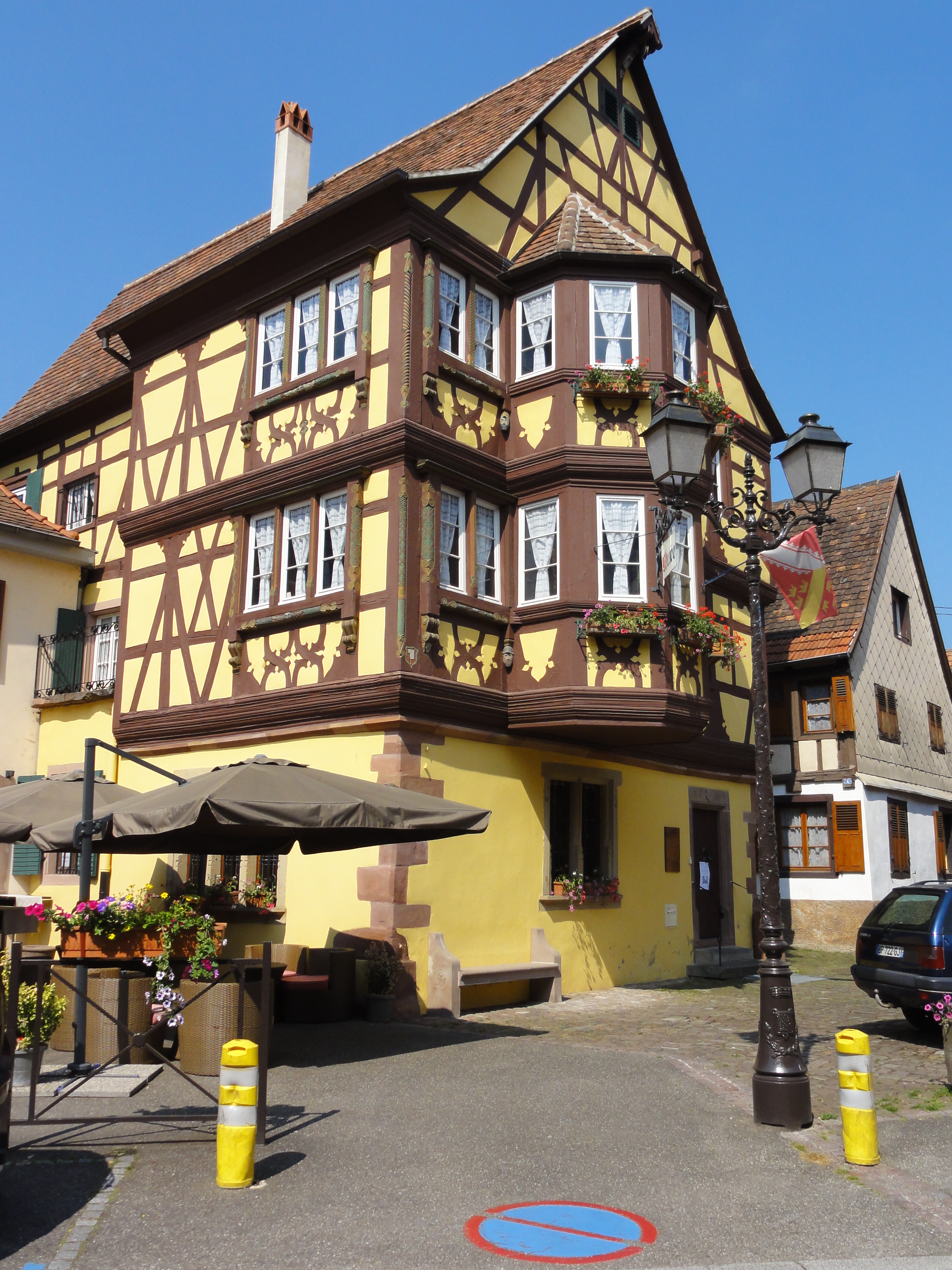
Дом мясника (в настоящее время музей)
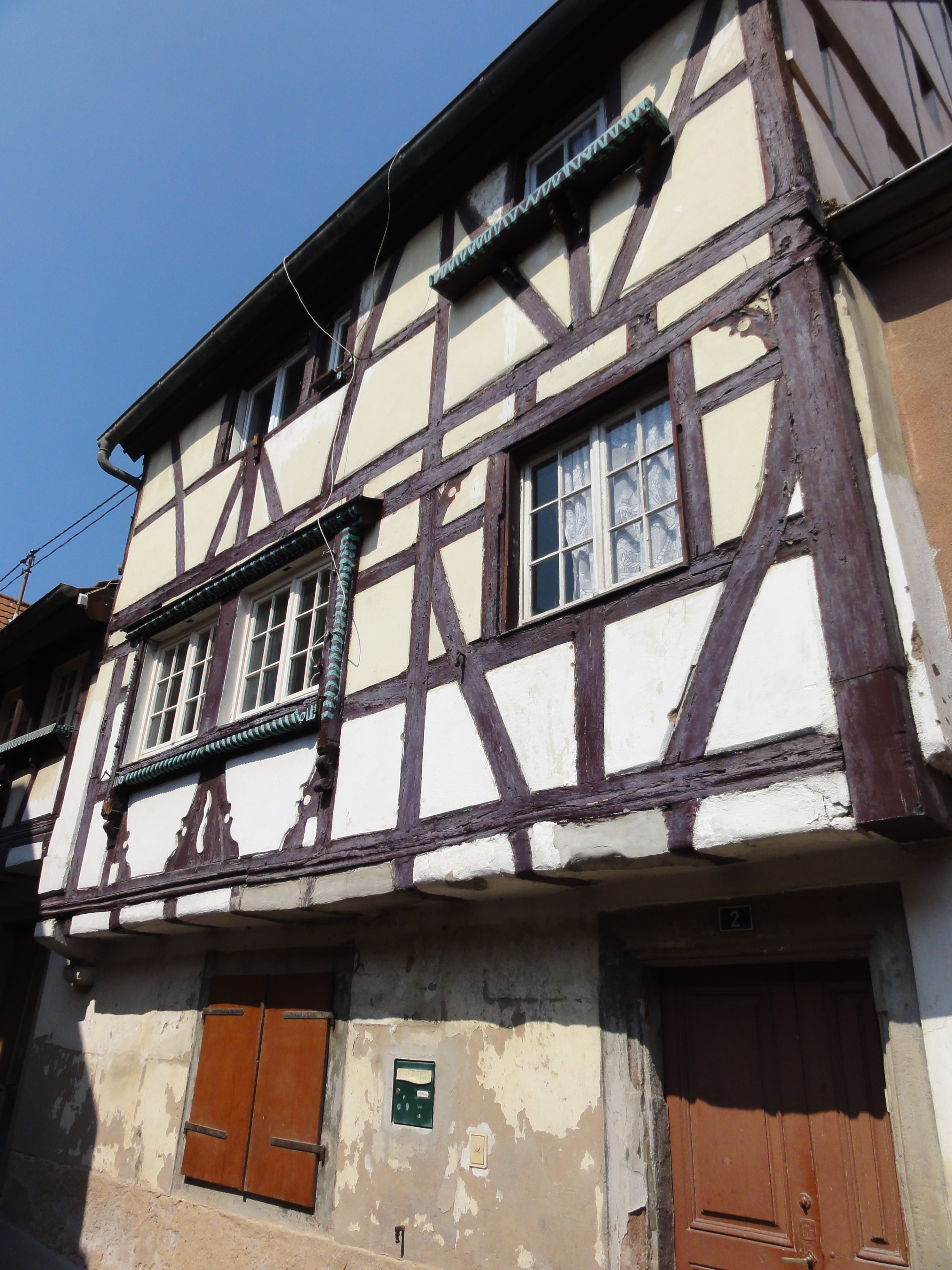
Фахверковый дом
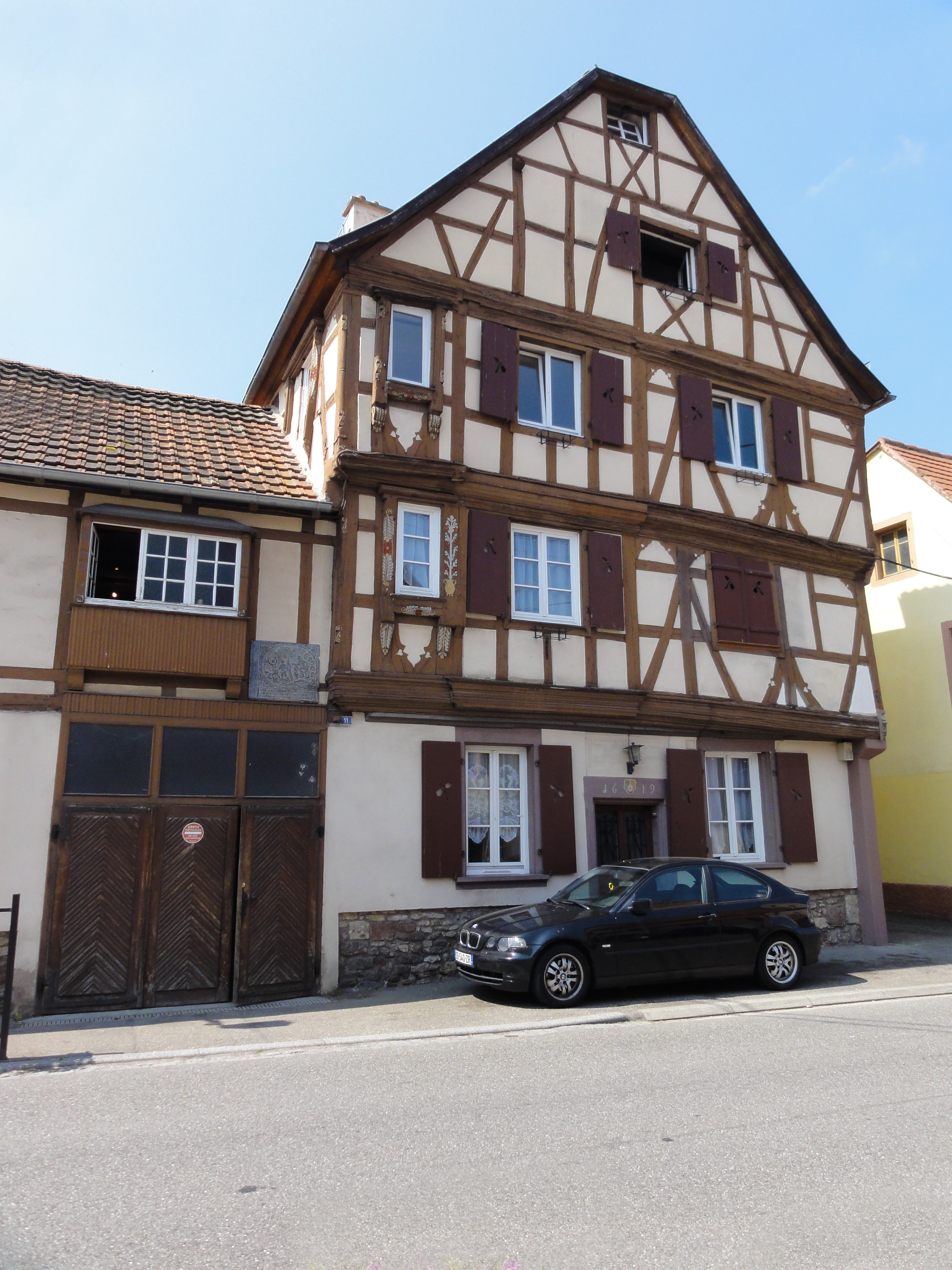
Дом Шеррон
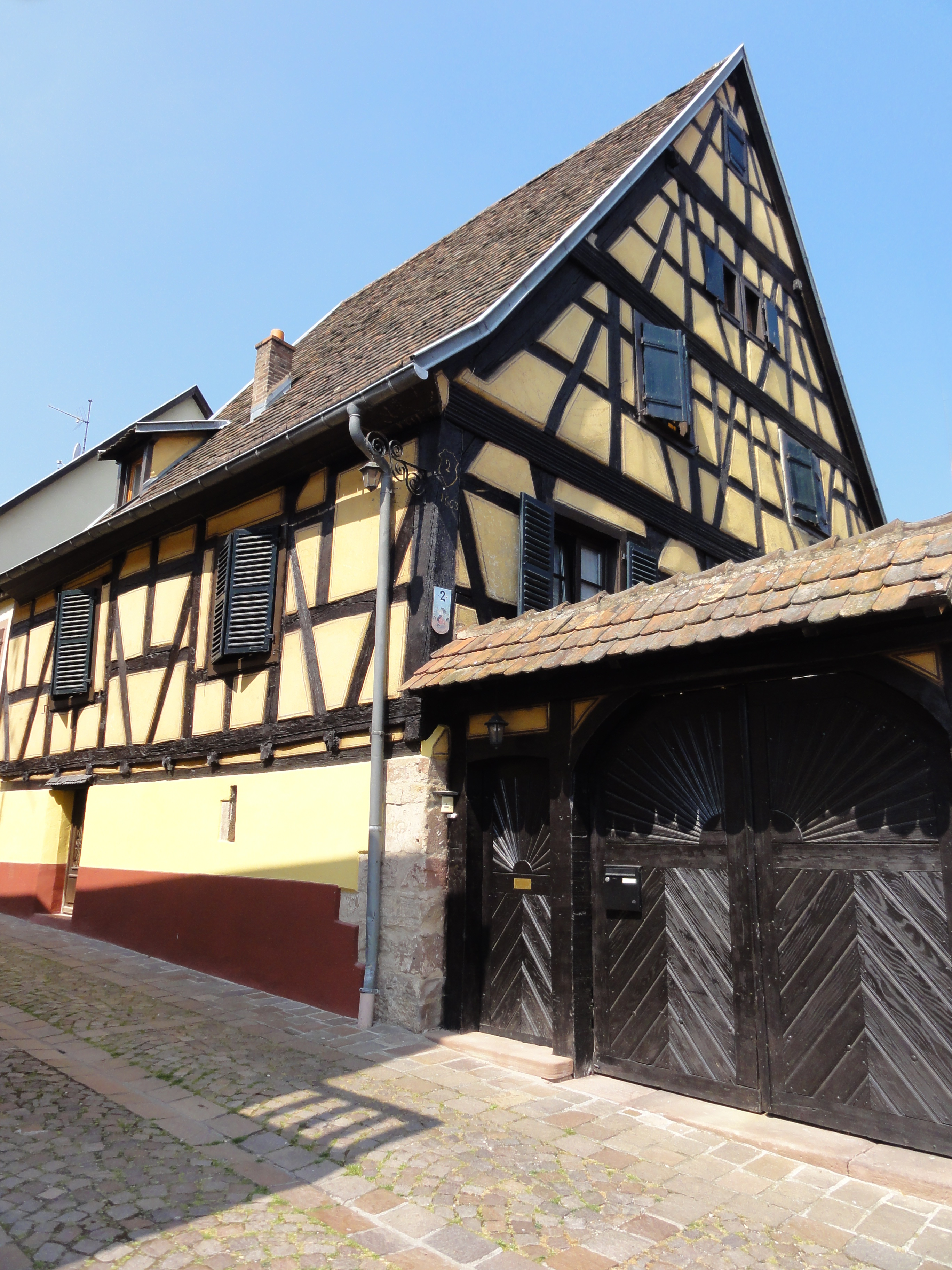
Фахверковый дом
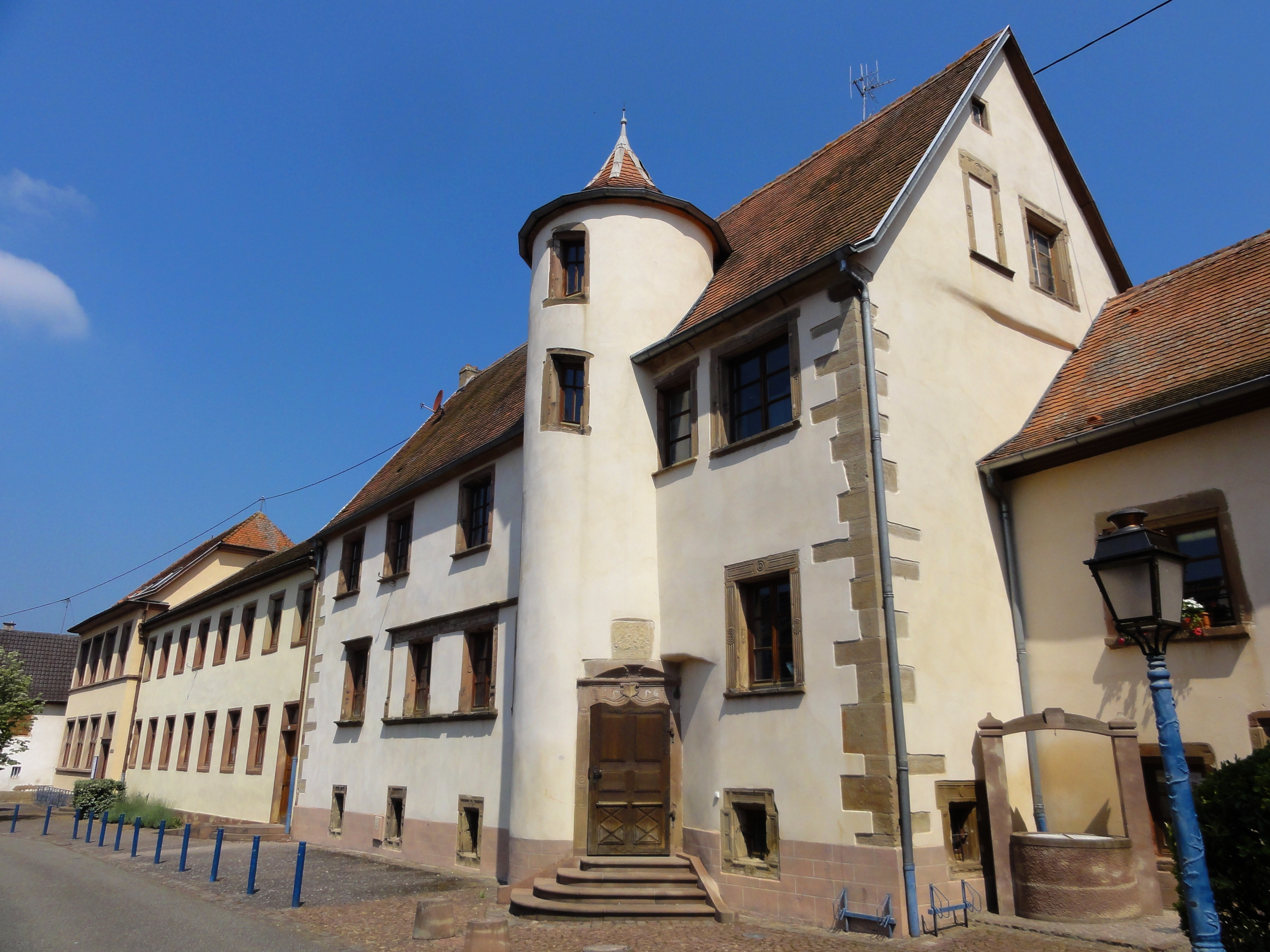
Старый отель Ванген
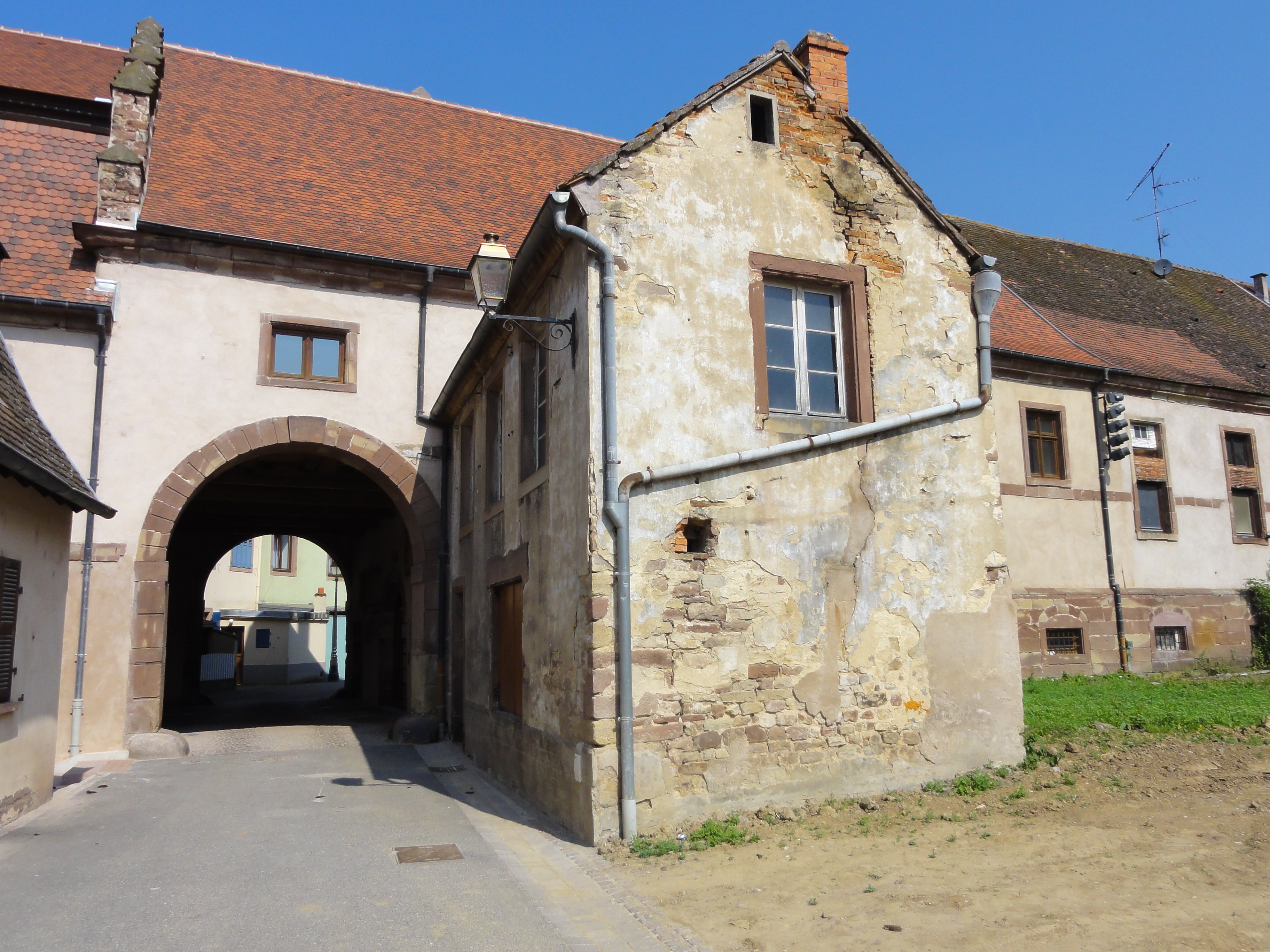
Центр европейской органной музыки
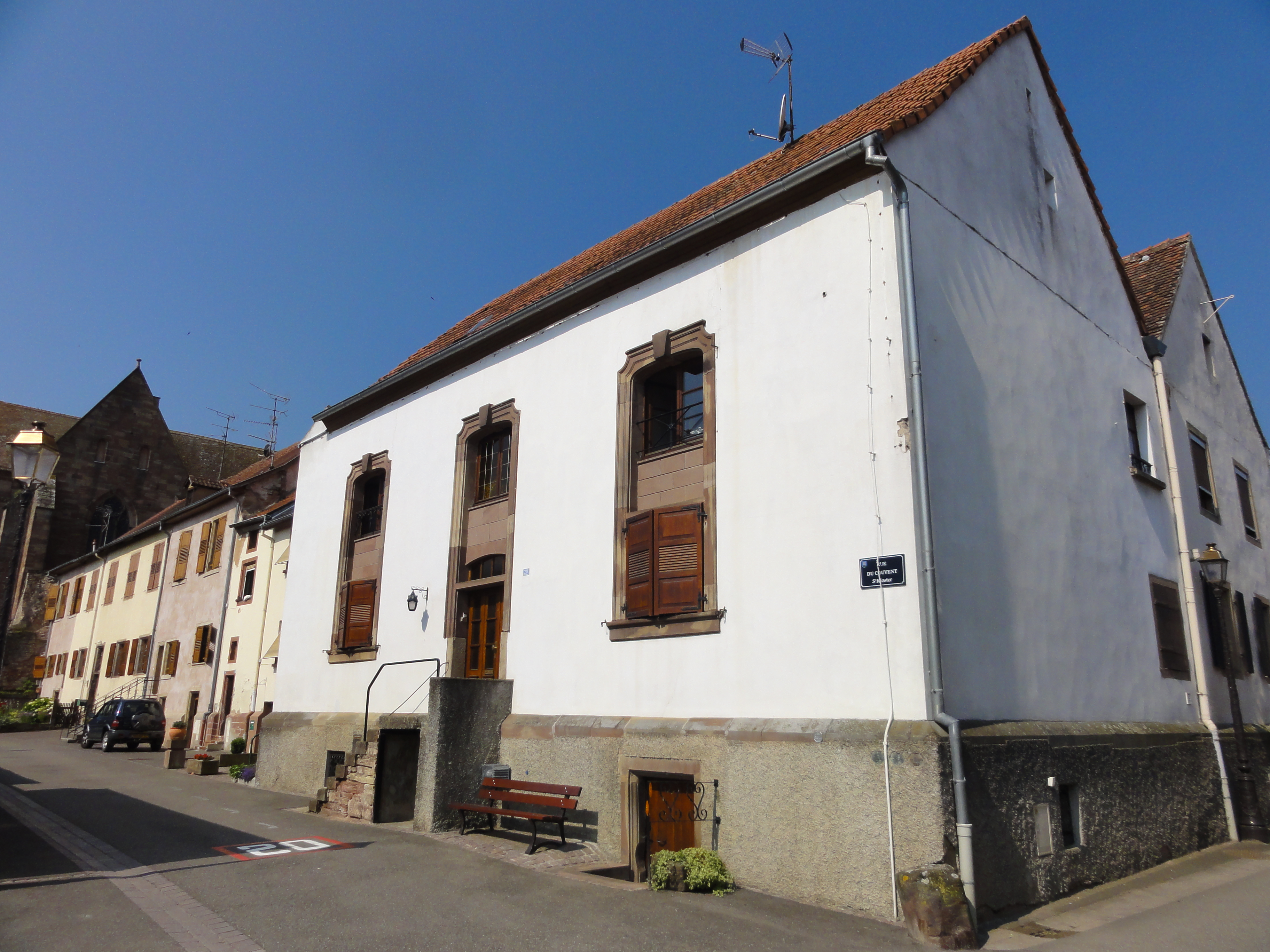
Старая монастырская библиотека (теперь дом)
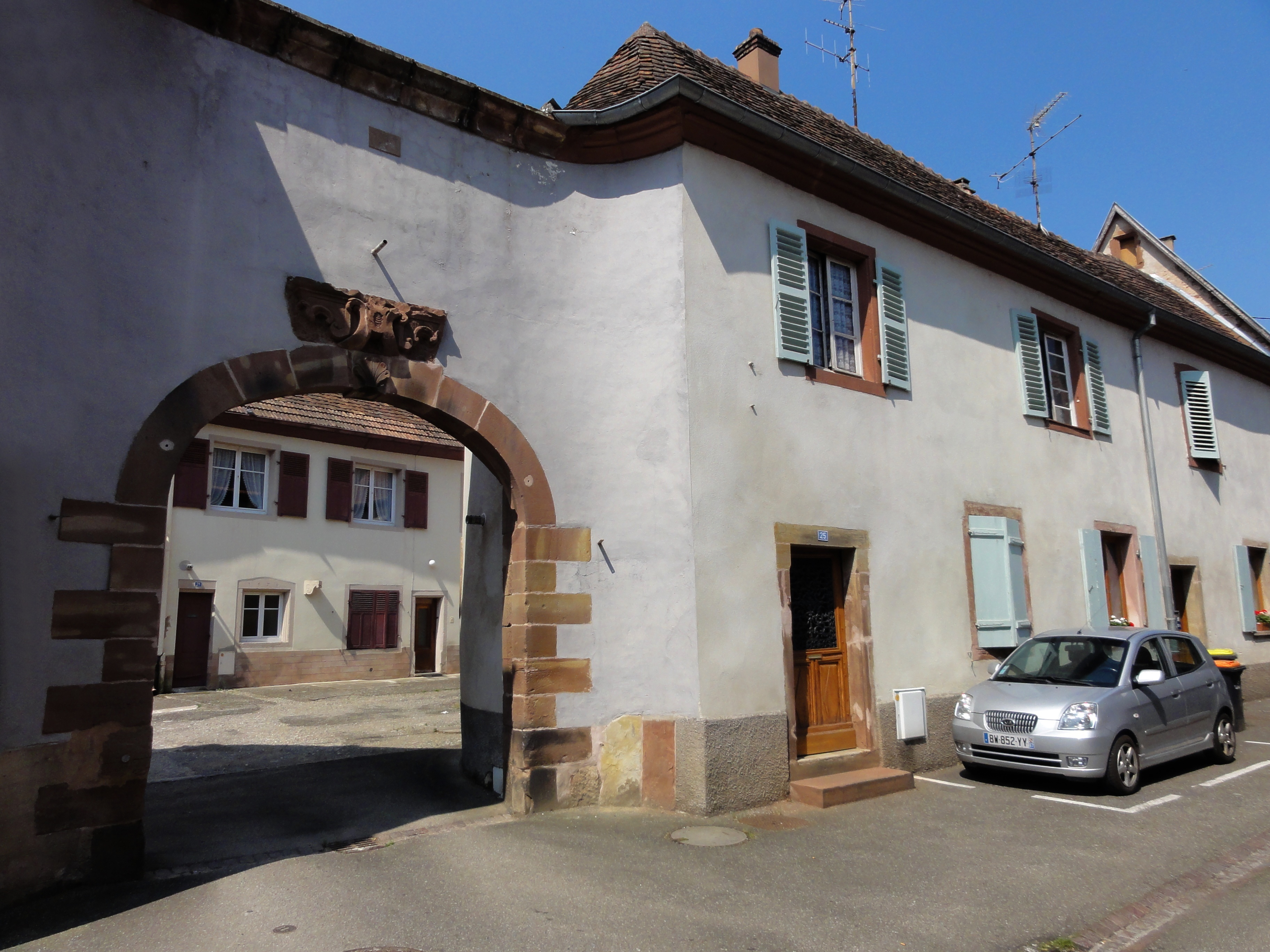
Дом Fresney
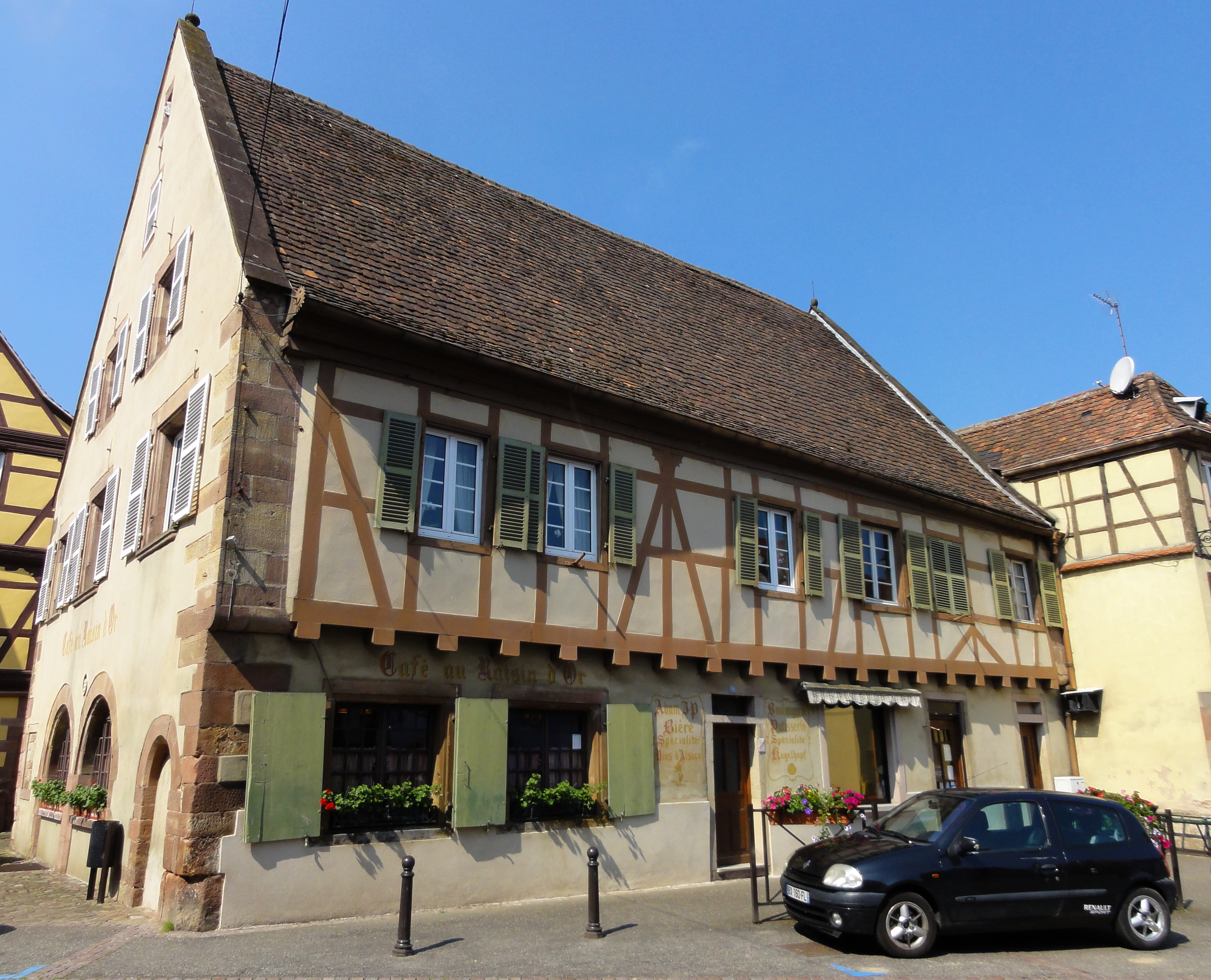
Фахверковый дом
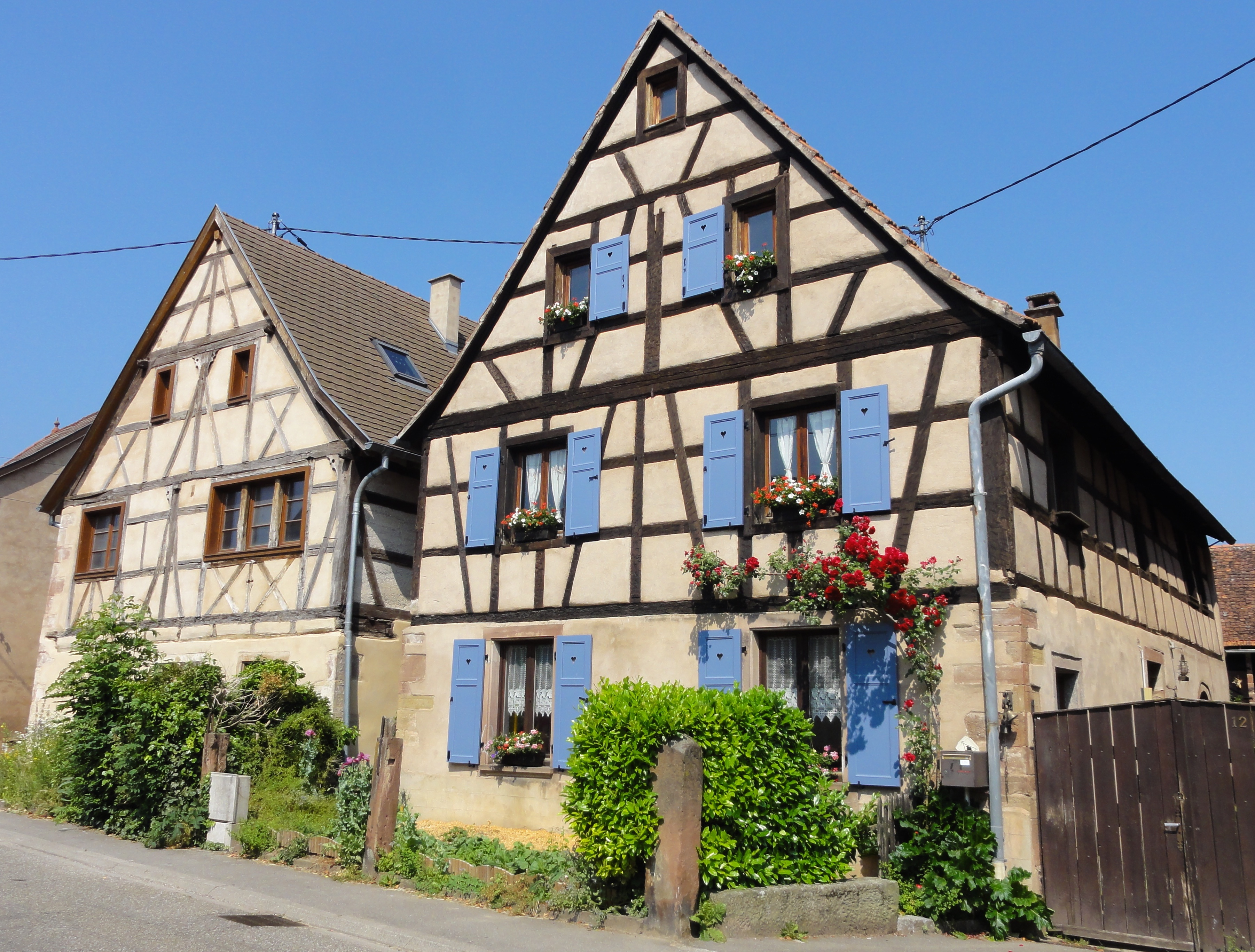
Фахверковый дом
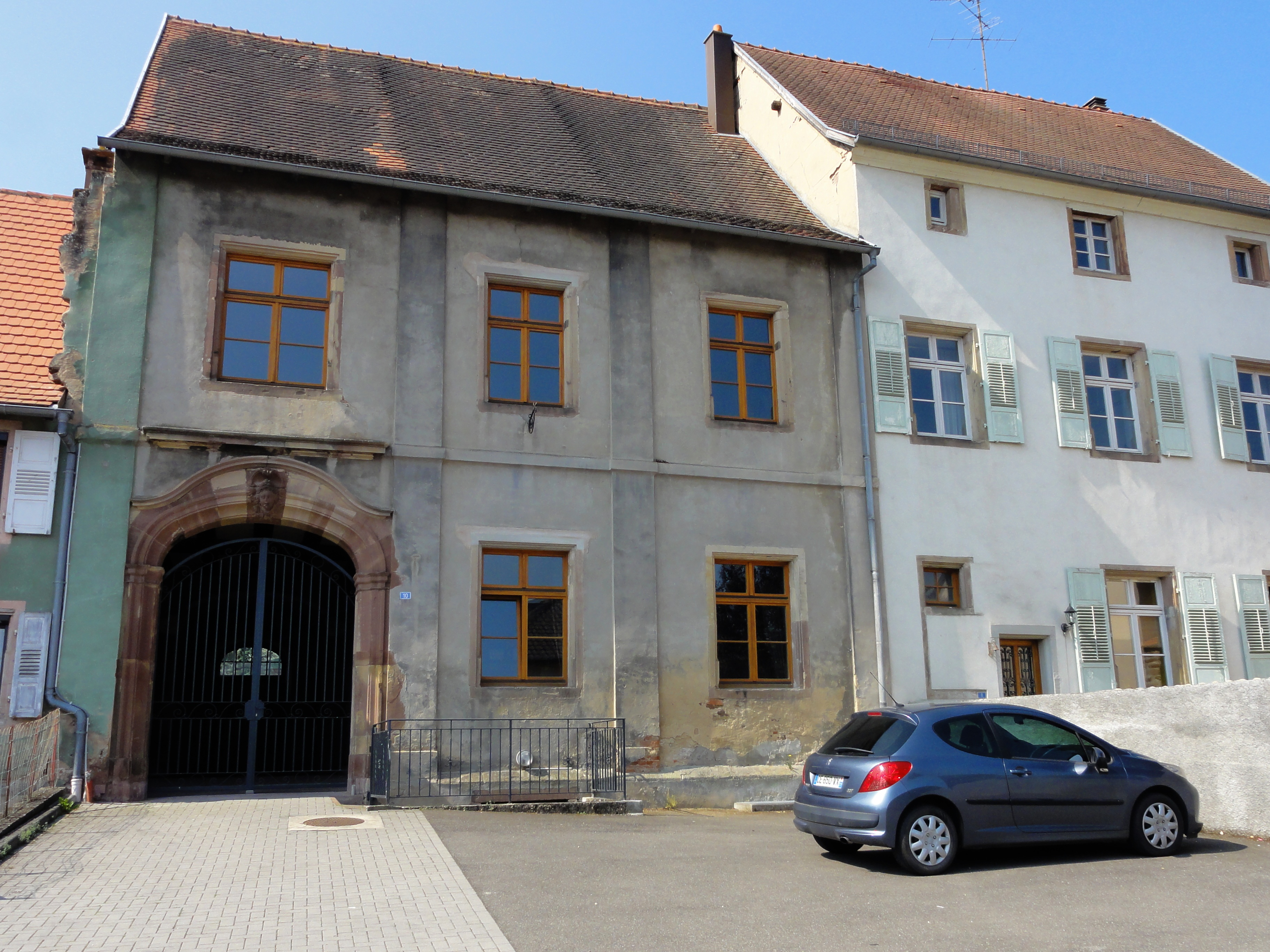
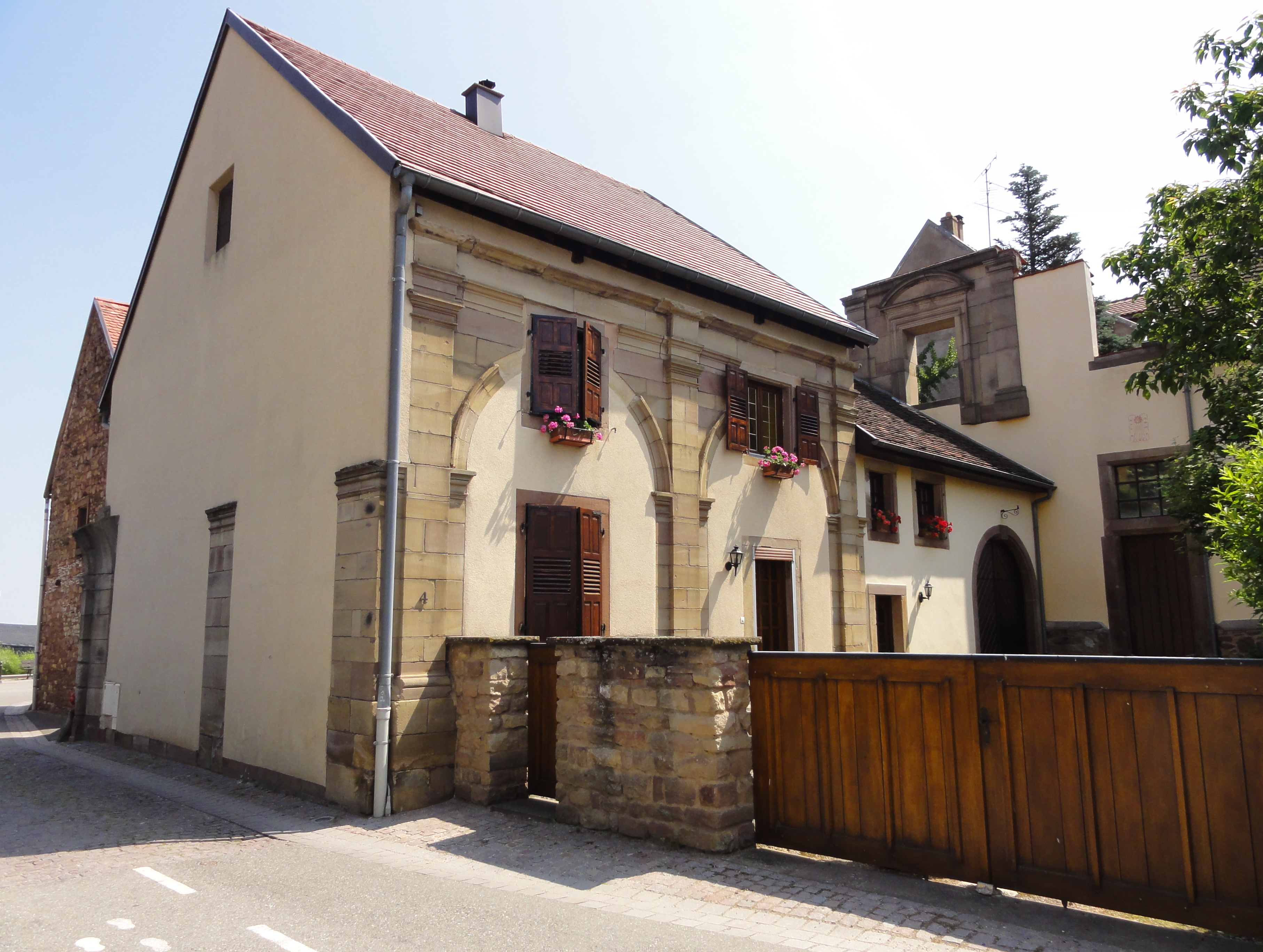
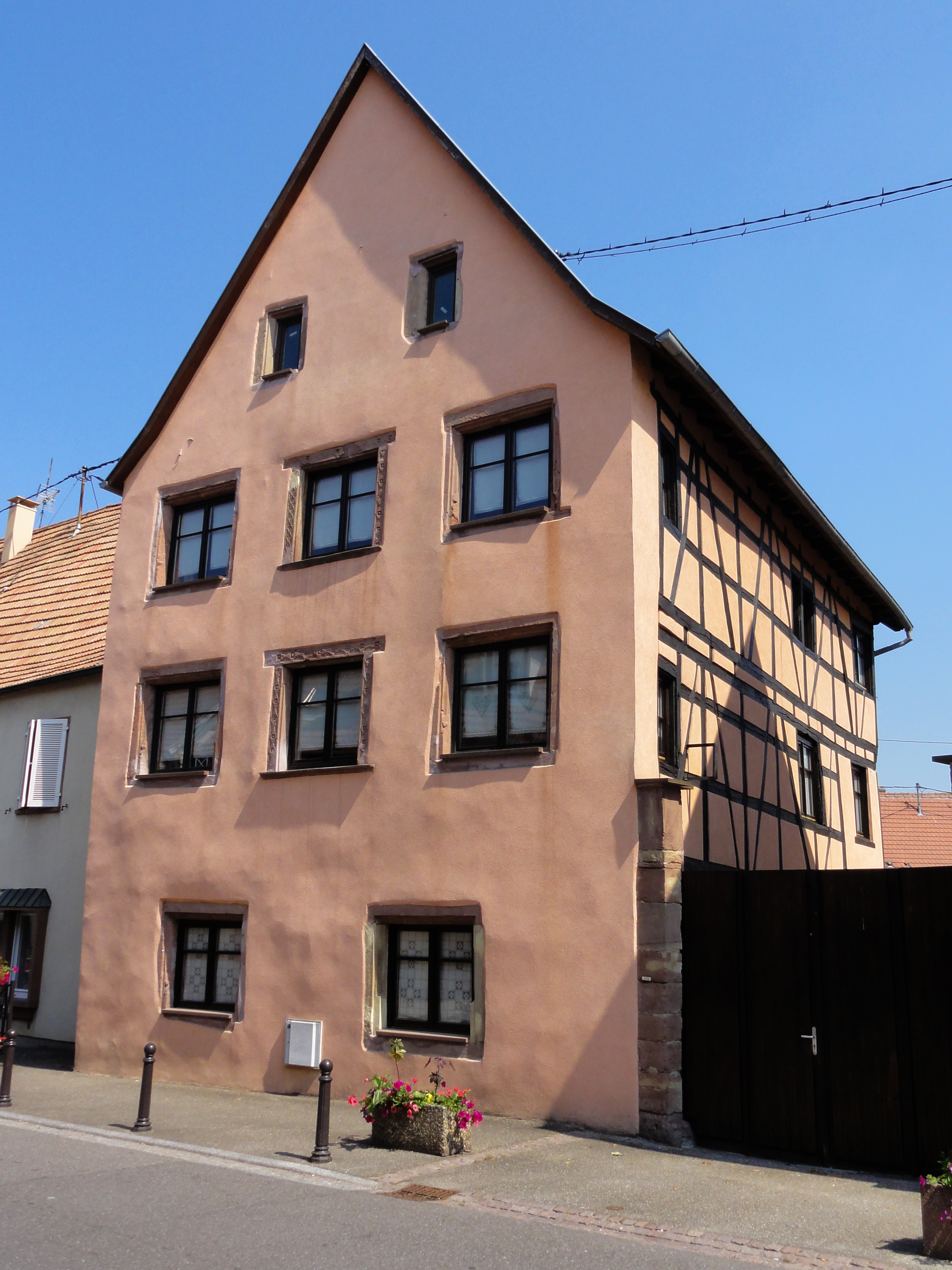
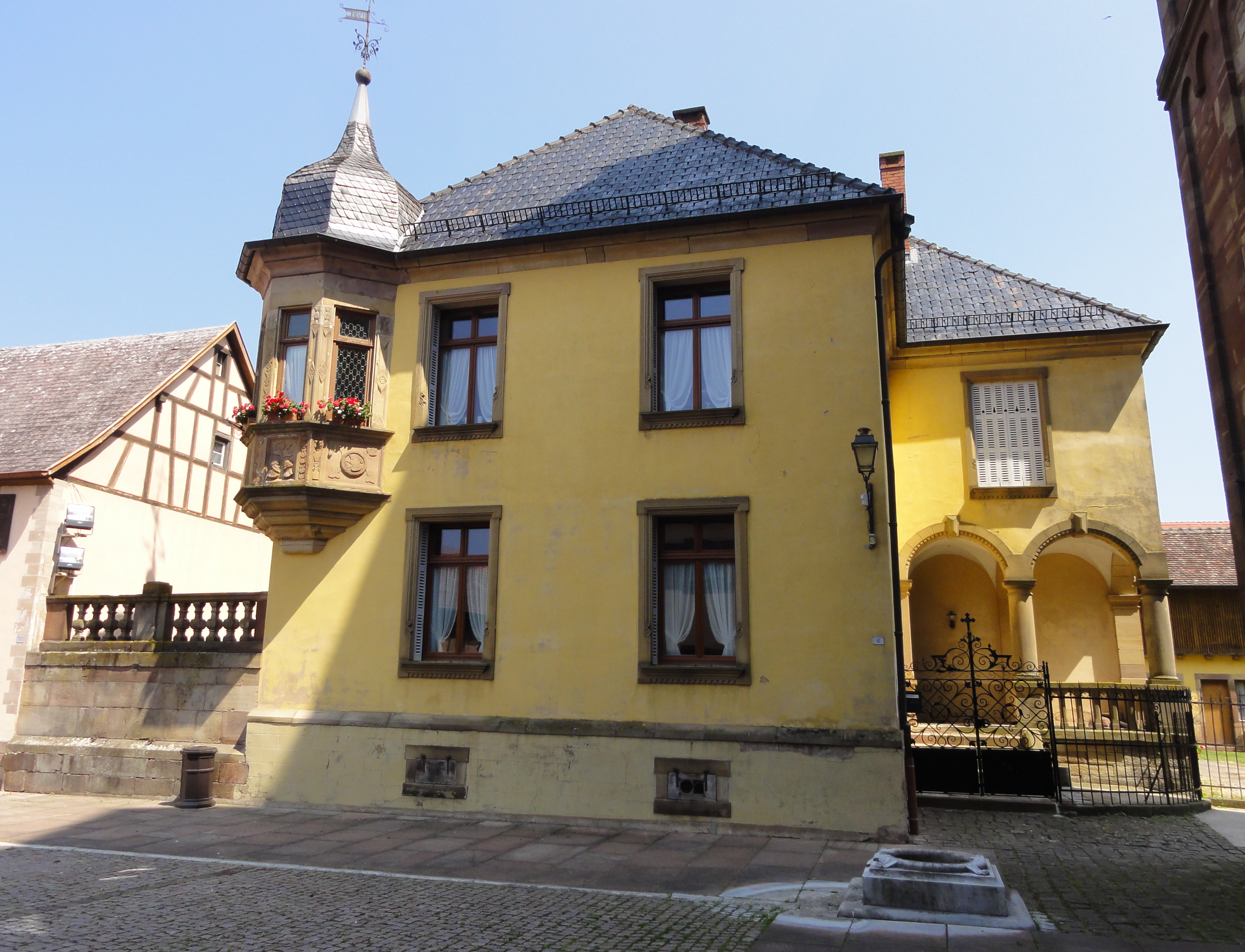
Пресвитерия